# Schönburg auf Wesel

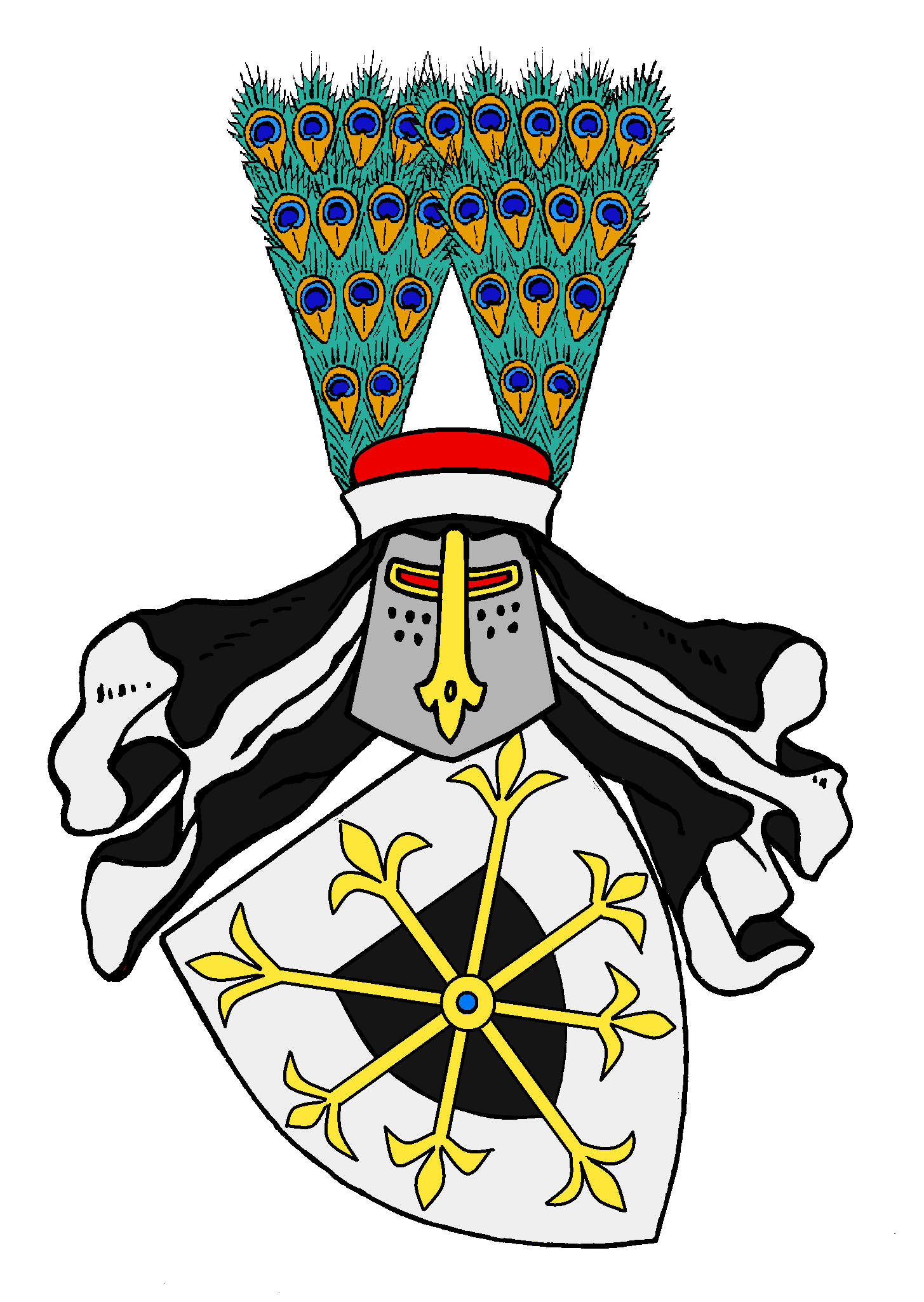
Stammwappen derer von Schönburg (Schönberg) auf Wesel

Schönburg auf Wesel, oder auch Schönberg auf Wesel, früher auch Schonenberg, Schomberg oder Schonburg, ist der Name eines alten rheinischen Adelsgeschlechts, das von Reichsministerialen in den Herrenstand und zu Beginn des 17. Jahrhunderts in den Reichsgrafenstand aufstieg. Eine Linie erhielt 1674 die französische und bald darauf die englische Herzogswürde.
Der Stammsitz war die im 12. Jahrhundert erbaute Schönburg bei Oberwesel am Mittelrhein.

## Geschichte

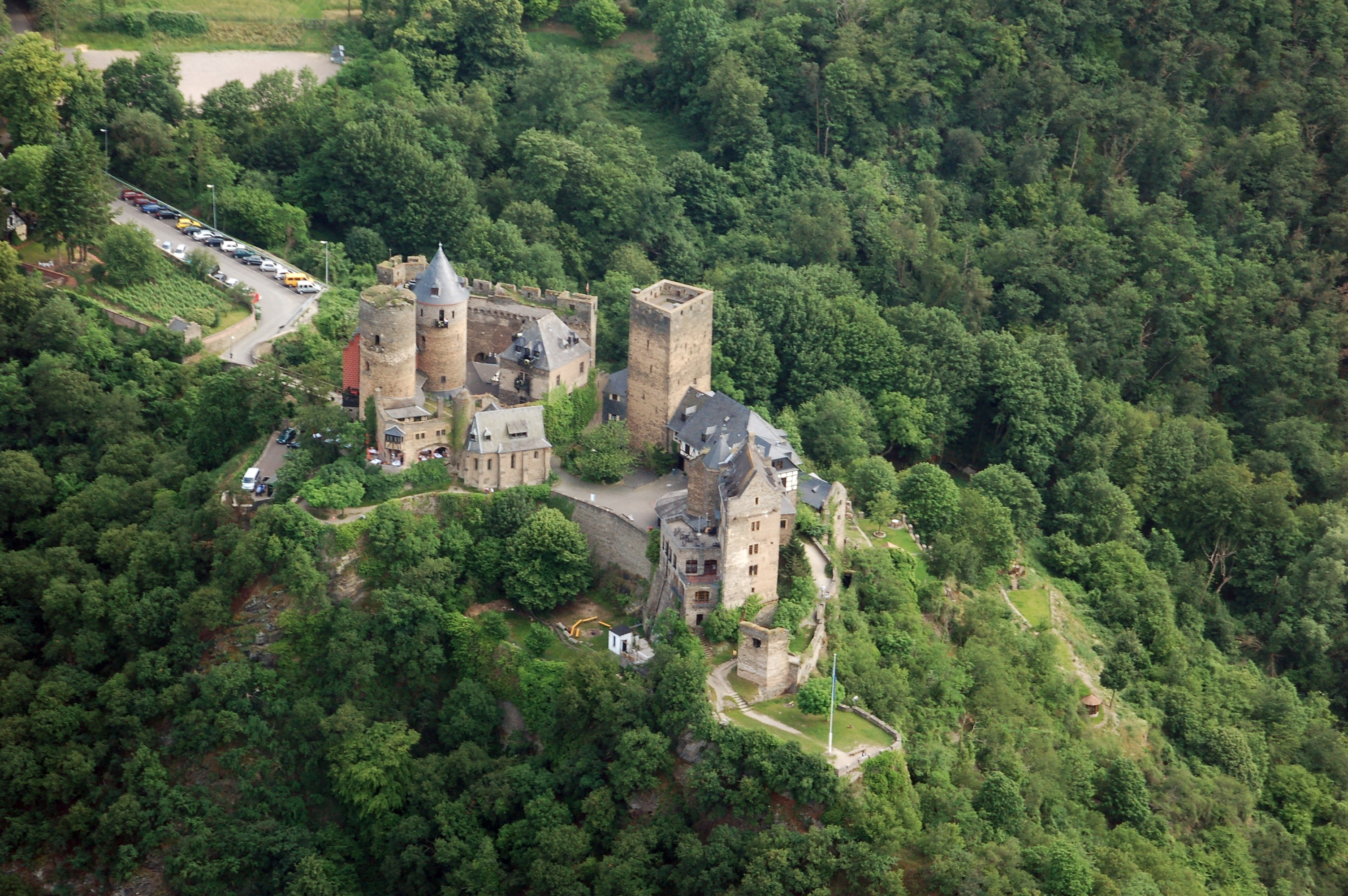
Die Schönburg bei Oberwesel am Mittelrhein

Das Geschlecht erscheint mit Otto von Schönburg 1159 erstmals urkundlich. Zu Anfang des 13. Jahrhunderts ist ein Otto von Schönburg nachzuweisen.
Im 13. Jahrhundert sind anhand ihrer Wappen zwei Familien zu unterscheiden. Die erste führte 6 Schildchen (3:2:1), die zweite ein Mittelschild im Wappen. Im 16. Jahrhundert stirbt die Familie mit den 6 Schildchen aus. Adam von Schöneberg, aus der Familie mit dem Mittelschild erbt Besitz und Wappen.
Die Ritter von Schönburg kamen als Verwaltungsbeamte (Reichsministeriale) auf die in der ersten Hälfte des 12. Jahrhunderts erbaute Schönburg bei Oberwesel. Die Lehnsherren wechselten: Der Erzbischof von Magdeburg, der Kaiser und ab dem 14. Jahrhundert der Trierer Erzbischof. Seit Mitte des 13. Jahrhunderts hatte sich die Familie in verschiedene Linien verzweigt, die alle gleichzeitig auf der Burg lebten, da der Besitz im Laufe der Generationen durch Ganerbschaft überging. Spätestens im 14. Jahrhundert war die Anlage zur Ganerbenburg mit drei separaten Wohnbereichen und drei Bergfrieden ausgebaut. In einer Namensliste von 1340 sind 95 Mitbesitzer der Burg aufgeführt, die allerdings nicht alle auf der Burg wohnten. Wie die meisten Burgen im Oberen Mittelrheintal wurde die Schönburg im Pfälzischen Erbfolgekrieg 1689 von den Franzosen zerstört. 1719 verstarb der letzte Schönburger; die Ruine fiel an Kurtrier zurück.

### 16. Jahrhundert: Friedrich der Ältere wird Alleinherr

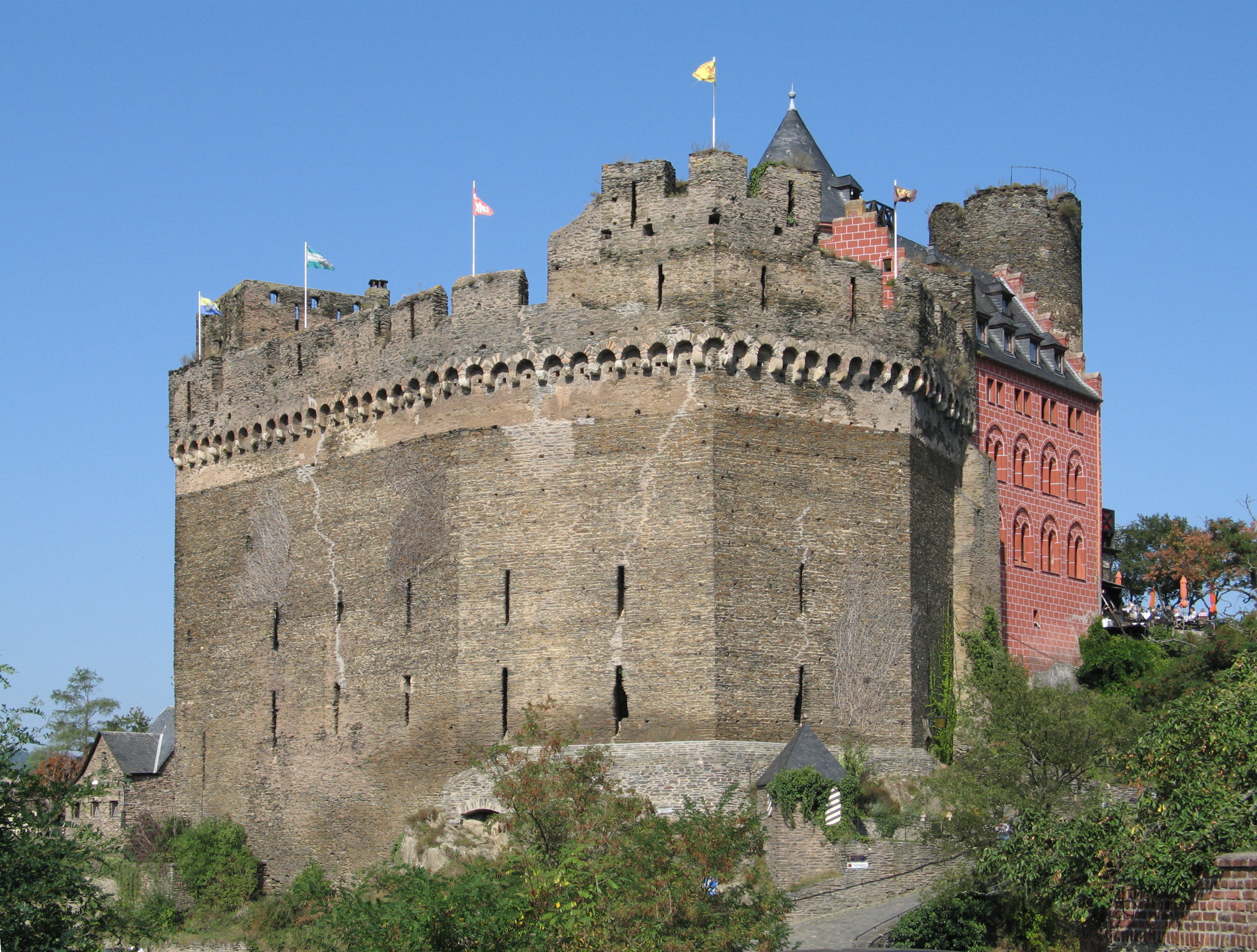
Der Hohe Mantel der Schönburg

Adam von Schönburg auf Wesel war mit Guda von Wallbrunn verheiratet. Ihr Sohn war Friedrich der Ältere von Schönburg auf Wesel. Sein Epitaph in der Pfarrkirche zu Oberwesel trägt in Latein die Inschrift: 
„Dem Friedrich von Schönburg, dem durch Klugheit und Seelengröße einzigartigen Mann, der auf der Schönburg über Wesel als einziger Besitzer lebte, was vor ihm viele Jahre niemandem gelungen war, teils weil alle anderen Besitzer verzichtet hatten oder verstorben waren, und der die Burg seinen Nachfahren hinterließ, ließen die Söhne Friedrich und Meinhard aus (kindlicher) Liebe (dieses Epitaph) errichten. Er starb am 21. Februar 1550 im Alter von 66 Jahren.“
Die beiden erwähnten Söhne stammen aus seiner zweiten Ehe mit Elisabeth von Langeln. Seine erste Frau, Agnes von Dienheim, hatte er 1509 geheiratet. Sie verstarb 1518. In der Epitaphinschrift wird hervorgehoben, dass die große Schönburg über Wesel Friedrich dem Älteren allein gehörte. Er hatte vom Aussterben anderer Linien profitiert, und seinen jüngeren Bruder Johann hatte er abgefunden. Auch hatte er die bestehenden Pfandschaften ausgelöst, um in den alleinigen Besitz der Burg zu kommen.
Einer der beiden Söhne war Friedrich der Jüngere von Schönburg auf Wesel, der Clara von Franckenstein heiratete, eine Tochter des Georg von Franckenstein († 1531) und der Clara von Sternenfels.
Aus dieser Ehe kam Simon Rudolph von Schönburg auf Wesel (* 1551), dessen Epitaph sich in derselben Kirche befindet. Die lange Inschrift berichtet, dass Simon Rudolph am 16. Januar 1608 im Alter von 56 Jahren verstarb, und zwar auf der luxemburgischen Burg Montquintin. Die Überführung des Leichnams nach Oberwesel geschah durch seine hinterbliebene Witwe, Magdalena von Naves († 1627), und die Söhne. Durch Magdalena (Madeleine) von Naves waren die von Schönburg mit der einflussreichen belgisch-luxemburgischen Familie des Johann von Naves verbunden und waren in Mitbesitz an den luxemburgischen Burgen Mont-Quintin, Montigny, Chinnery und Sancy gekommen.
Aus der Ehe Schönburg-Naves stammten die Söhne Otto Friedrich (* 1589; † 1631), Heinrich Eberhard (* 1590; † 1606), Johann Karl (* vor 1591; † 1640) und der als Kind verstorbene Philipp Christoph (* vor 1610; † 1612).

### 17. Jahrhundert: Bedeutung im Dreißigjährigen Krieg

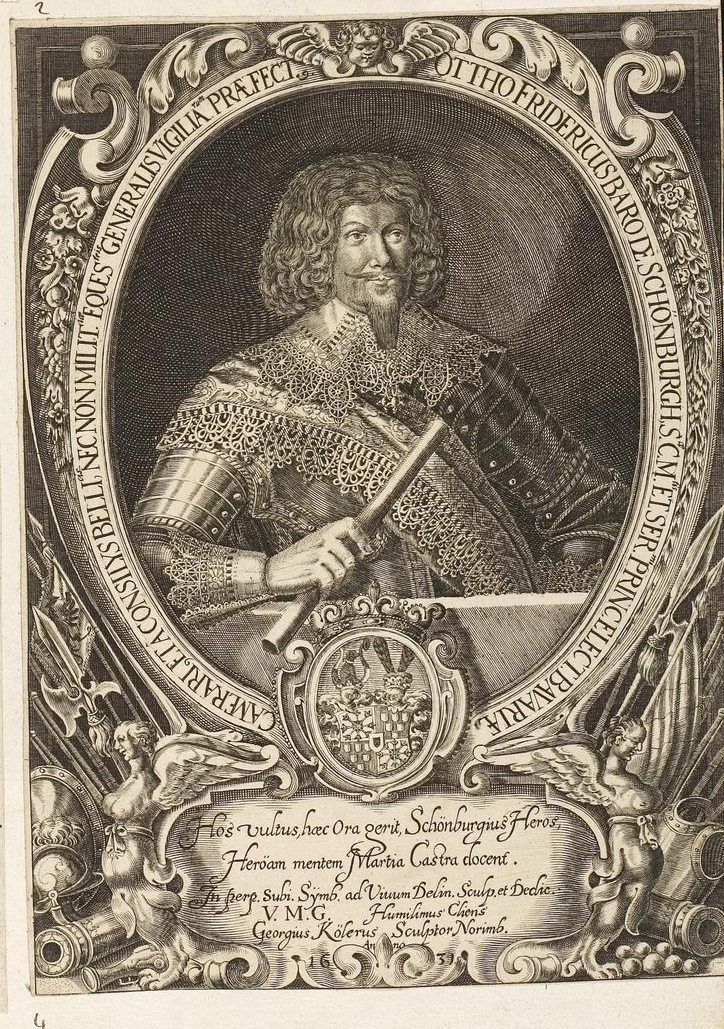
Reichsfreiherr Otto Friedrich von Schönburg auf Wesel (* 1589; † 1631), Generalfeldzeugmeister

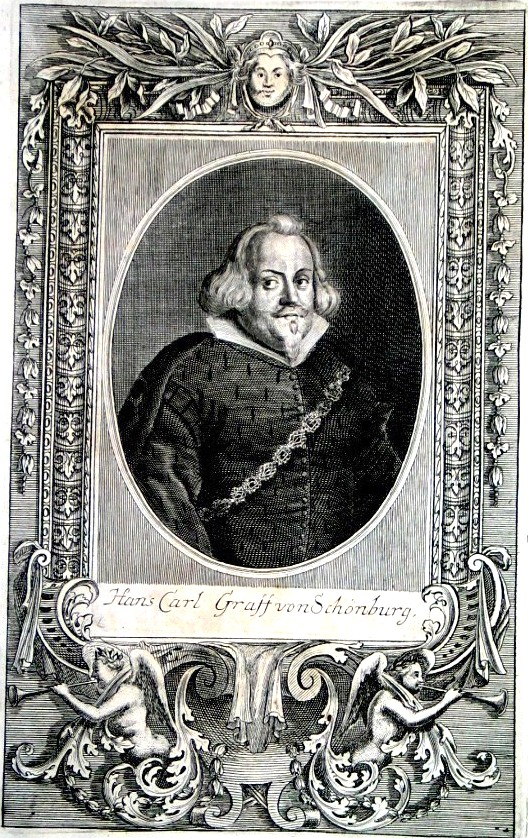
Graf Johann Karl von Schönburg auf Wesel (* vor 1591, † 1640), Kaiserlicher Rat und Oberamtmann in Königstein

Im Dreißigjährigen Krieg war Otto Friedrich Offizier der Katholischen Liga und stieg bis zum Generalfeldzeugmeister auf. Nachdem er 1622 mit seinem Regiment Heidelberg belagert und eingenommen hatte, nahm er 1623 an der Schlacht bei Stadtlohn teil. 1626 war er an der Erstürmung Mündens, dem Mündener Blutpfingsten, beteiligt. Nachdem Tilly ihn bereits seit diesem Jahr zum Generalwachtmeister der Kavallerie vorgeschlagen hatte, wurde er erst 1631 in der Nachfolge Pappenheims Kaiserlicher Generalwachtmeister. 1629 war er im Fränkischen Reichskreis bei der Durchführung des Restitutionsedikts eingesetzt. Erst 1631 verließen seine Reiter diesen Teil Frankens. Schönburgische Truppen nahmen auch an der Belagerung und Zerstörung Magdeburgs teil. Otto Friedrich fiel 1631 in der Schlacht bei Breitenfeld. Der tote Feldherr wurde nach Leipzig überführt und in der damaligen Barfüßerkirche beigesetzt.
Einer von Otto Friedrichs Neffen war Johann Eberhard Freiherr von Schönburg auf Wesel, kurbayerischer Obrist und Kommandant der bayerischen Garnison Auerbach. Im Juni 1632 war er mit 600 Kroaten über Hahnbach in Königstein eingefallen und hatte den Ort geplündert, um schließlich die Stadt Pegnitz von zwei schwedischen Regimentern zu befreien. Ein großer Teil der 13 Kompanien, darunter drei Kompanien Dragoner, wurden in alle Winde zerstreut, ein Teil gefangen genommen. Kurz darauf zog Johann Eberhard mit allen bei Auerbach eingetroffenen Truppen nach Pottenstein um dann Bayreuth einzunehmen.
Während Otto Friedrichs Bruder Heinrich Eberhard schon in jungen Jahren Propst des Stiftes Sankt Martin in Oberwesel wurde, aber auch schon mit 16 Jahren verstarb, übernahm Graf Johann Karl von Schönburg auf Wesel (* vor 1591, † 1640) die Herrschaft, rückte vom alten Herrenstand in den Reichsgrafenstand auf und führte die Stammreihe weiter. Graf Johann Karl war Kaiserlicher Rat und Oberamtmann in Königstein. Er starb 1640 in Madrid und war zweimal verheiratet. Zuerst mit Anna Margareta von Cronberg († 1616), mit der er die beiden Söhne Emanuel Maximilian Wilhelm und den als Kleinkind verstorbenen Johann Schweickard (* 1616; † 1617) hatte. Seine zweite Gemahlin war Margareta Katharina Popel von Lobkowicz († Prag 1669). Der ältere Sohn Emanuel trug die Titel Graf von Schönburg auf Wesel, Comte de Montigny, de Malatour, de Holle, war mit Magdalena Isabella Klara Eugenia von Cronberg († Luxemburg 1691) verheiratet und starb 1682.
Im Jahr 1717 heiratete Maria, Erbtochter des letzten Herzogs von Schomberg, ihren Verwandten Christoph Martin Graf von Degenfeld. Seither führt die gegrafte Linie der Degenfelder den Namen Degenfeld-Schonburg und das vereinigte Wappen.
Die Familie ist nicht zu verwechseln mit den Grafen und Fürsten von Schönburg (sächsisch-thüringisches Hochadelsgeschlecht) sowie den sächsischen von Schönberg (welche ebenfalls eine französische Linie des Namens Schomberg hatten).

## Bedeutende Namensträger
- Friedrich der Ältere von Schönburg auf Wesel (* 1484; † 1550), Alleinherr der Herrschaft Schönburg
- Meinhard von Schönberg (* 1530; † 1596), kurpfälzischer Feldmarschall und Amtmann zu Bacharach
- Hans Meinhard von Schönberg (* 1582; † 1616), kurpfälzischer und kurbrandenburgischer Feldobrister und Hofmeister des Kurfürsten Friedrich V. von der Pfalz
- Otto Friedrich von Schönburg auf Wesel (* 1589; † 1631), Reichsfreiherr, Generalfeldzeugmeister
- Johann Karl von Schönburg auf Wesel (* vor 1591; † 1640), Reichsgraf, Kaiserlicher Rat und Oberamtmann in Königstein
- Johann Eberhard von Schönburg, Reichsfreiherr, Obrist im Dreißigjährigen Krieg, Befreier der bayerischen Stadt Pegnitz
- Graf Friedrich von Schomberg (* 1615; † 1690), 1674 französischer Herzog, 1675 Marschall von Frankreich, 1687 brandenburgischer General und 1688 britischer General
- Herzog Meinhard von Schomberg, Herzog von Leinster, (* 1641; † 1719), deutsch-französisch-britischer General und Heerführer
- Herzog Karl von Schomberg (* 1645; † 1693) war ein deutschstämmiger General im Dienst verschiedener Herren

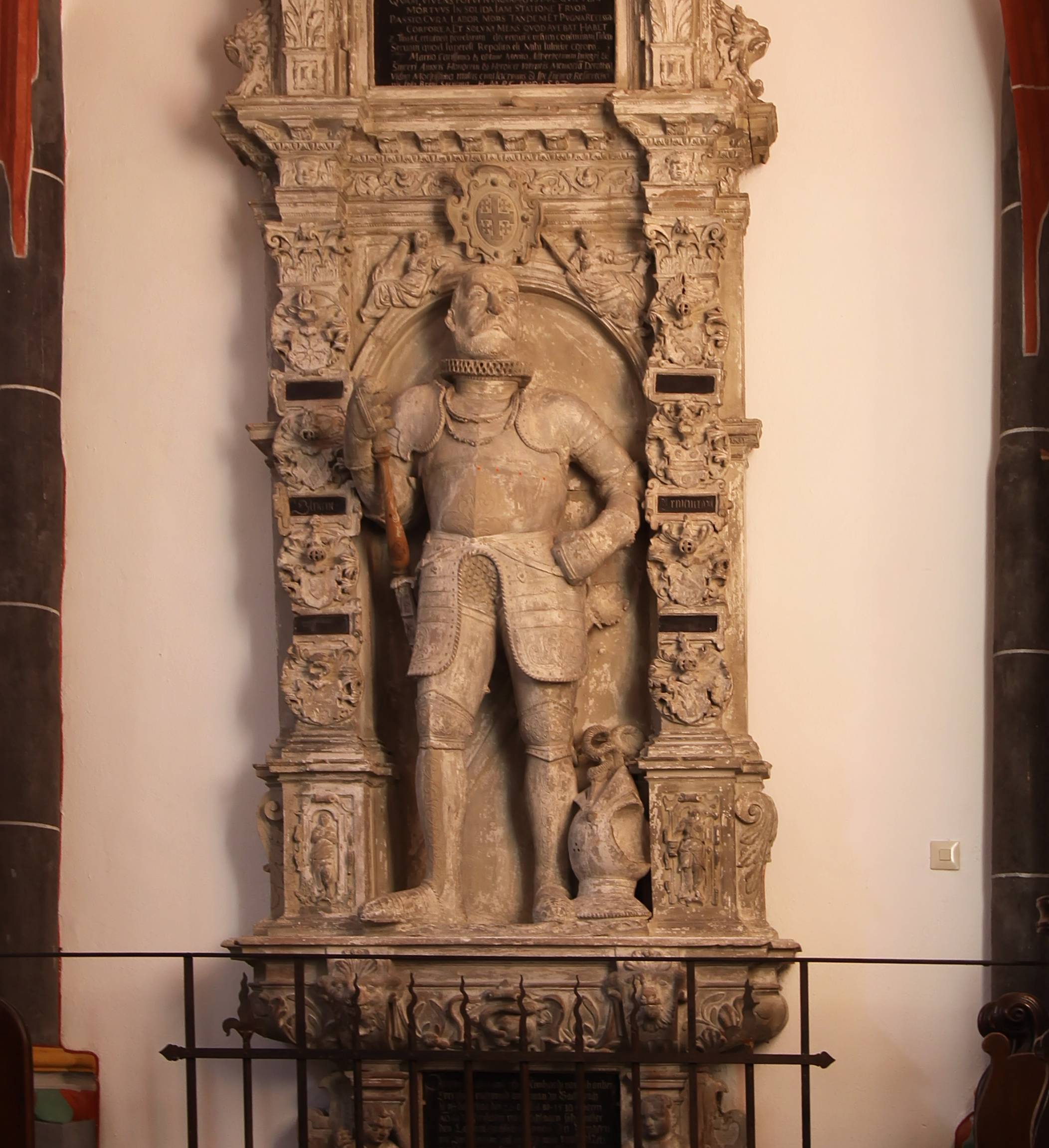
Grabmal des Meinhard von Schönberg (1530–1596), kurpfälzischer Feldmarschall
Graf Friedrich von Schomberg (1615–1690), 1674 französischer Herzog, 1675 Marschall von Frankreich, 1688 britischer General
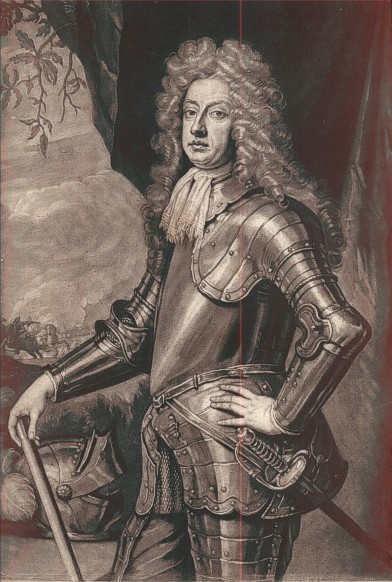
Herzog Meinhard von Schomberg, Herzog von Leinster (1641–1719), deutsch-französisch-britischer General

## Wappen

Wappen derer von Schönburg (Schönberg) auf Wesel um 1600

Stammwappen: In Silber ein schwarzer Herzschild, über das Ganze ein goldenes Glevenrad gelegt, belegt mit einem blauen Edelstein auf der Nabe; auf dem Helm mit schwarz-silbernen Decken ein roter Turnierhut mit weißem Stulp, darin steckend zwei Stöße Pfauenfedern, später ein sitzender Hund zwischen zwei Büffelhörnern.